# Mexicaanse muspapegaai
De Mexicaanse muspapegaai of Mexicaanse dwergpapegaai (Forpus cyanopygius) is een vogel uit de familie Psittacidae (papegaaien van Afrika en de Nieuwe Wereld).

## Verspreiding en leefgebied
Deze soort is endemisch in westelijk Mexico en telt twee ondersoorten:
- F. c. insularis: Três Marias (nabij westelijk Mexico).
- F. c. cyanopygius: westelijk Mexico.

## Status
De grootte van de populatie is in 2019 geschat op 20.000-50.000 volwassen vogels. Op de Rode lijst van de IUCN heeft deze soort de status gevoelig.